# Giv'ot Bar
Giv'ot Bar (hebrejsky גִּבְעוֹת בַּר, doslova „Pahorky zrna“, v oficiálním přepisu do angličtiny Geva'ot Bar) je vesnice typu společná osada (jišuv kehilati) v Izraeli, v Jižním distriktu, v Oblastní radě Bnej Šim'on.

## Geografie
Leží v nadmořské výšce cca 230 metrů v severní části pouště Negev. Jde o pahorkatinum kterou prostupují četná vádí, náležející do povodí vádí Nachal Grar.
Obec se nachází 35 kilometrů od břehu Středozemního moře, cca 80 kilometrů jižně od centra Tel Avivu, cca 65 kilometrů jihozápadně od historického jádra Jeruzalému a 12 kilometrů severoseverozápadně od města Beerševa. Giv'ot Bar obývají Židé, přičemž osídlení v tomto regionu je etnicky smíšené, protože vesnice je židovskou enklávou obklopenou arabskými (respektive beduínskými) sídly, zejména lidnaté město Rahat, které leží jen 3 kilometry odtud.
Giv'ot Bar je na dopravní síť napojen pomocí lokální silnice 310.

## Dějiny
Giv'ot Bar byl založen v roce 2004. Zakladateli byla skupina soukromých zájemců o bydlení napojená na organizaci Or. Osada byla oficiálně zřízena 19. ledna 2004. Na přípravě vzniku vesnice se podílel i Židovský národní fond. Vesnice vznikla s přispěním programu Blueprint Negev financovaného Židovským národním fondem, zaměřeného na posílení demografické a ekonomické základny Negevu.
Záměr zbudovat v této lokalitě novou vesnici schválily regionální úřady již roku 1992. Pak ale několik let probíhaly spory okolo vlastnictví půdy a usídlení beduínského kmene Tarabin, pro který měla v této lokalitě podle rozhodnutí izraelské vlády z roku 1998 vyrůst beduínská vesnice. V roce 2000 ale vláda nabídla beduínům jiné místo. 21. července 2002 pak kabinet tuto lokalitu odsouhlasil pro výstavbu nového židovského sídla, nazývaného pracovně Mišmar ha-Negev Bet ('משמר הנגב ב), později byl přijat nynější název odkazující na zemědělský charakter okolní krajiny. Šlo o širší plán předpokládající výstavbu celkem 14 nových židovských vesnic v Negevu a Galileji. Následoval ovšem další spor o půdu, tentokrát s beduínským kmenem el-Okbi, jenž zde usiloval o zřízení beduínské osady. Soud ale 18. ledna 2004 beduínské nároky zamítl. Hned následujícího dne se zde usadili první židovští osadníci. Skupina zakladatelů pobývala několik měsíců před nastěhováním do osady provizorně v nedalekém kibucu Mišmar ha-Negev. Kauzu pak ještě projednával Nejvyšší soud Státu Izrael, ale i on roku 2006 rozhodl ve prospěch židovské skupiny.
Dle údajů cca k roku 2007 žilo v osadě 27 rodin pobývajících v provizorních domech a dalších 28 rodin, které již zahájily výstavbu vlastních rodinných domů. Fungují tu sportovní areály, ve výstavbě byla synagoga. V květnu 2009 se zde uvádí již 63 rodin, z toho 25 v provizorních objektech a cca 40 v nových domech. Jde o plánovitě budované nové sídlo, které má posílit židovské osídlení v této aridní oblasti Negevu. Výhledově má mít kapacitu 500 rodin a stát se nejlidnatější obcí v rámci této oblastní rady. Většina obyvatel za prací dojíždí mimo obec, plánuje se rozvoj sektoru služeb a turistického ruchu. Počítá se i se zbudovánm školy.

## Demografie
Obyvatelstvo osady je sekulární. Podle údajů z roku 2014 tvořili naprostou většinu obyvatel v Giv'ot Bar Židé (včetně statistické kategorie "ostatní", která zahrnuje nearabské obyvatele židovského původu ale bez formální příslušnosti k židovskému náboženství).
Jde o menší obec vesnického typu s dlouhodobě výrazně rostoucí populací. K 31. prosinci 2014 zde žilo 706 lidí. Během roku 2014 populace stoupla o 24,1 %.
| Rok            | 2004 | 2005 | 2006 | 2007 | 2008 | 2009 | 2010 | 2011 | 2012 | 2013 | 2014 |
| -------------- | ---- | ---- | ---- | ---- | ---- | ---- | ---- | ---- | ---- | ---- | ---- |
| Počet obyvatel | 66   | 88   | 93   | 120  | 222  | 302  | 369  | 396  | 464  | 569  | 706  |